# Сульфат железа(II)-калия
Сульфа́т желе́за(II)-ка́лия — неорганическое соединение,
комплексная соль железа, калия и серной кислоты с формулой K2Fe(SO4)2,
растворяется в воде.

## Получение
- Выпаривание смеси растворов сульфатов железа и калия:

{\displaystyle {\mathsf {FeSO_{4}+K_{2}SO_{4}+2H_{2}O\ {\xrightarrow {100^{o}C}}\ K_{2}Fe(SO_{4})_{2}\cdot 2H_{2}O}}}

## Физические свойства
Образует кристаллогидраты состава K2Fe(SO4)2·n H2O, где n = 2, 4 и 6.
Гексагидрат сульфата железа(II)-калия образует зелёные кристаллы с плотностью 2,169 г/см³. Относится к группе солей Туттона (шенитов).
Тетрагидрат сульфата железа(II)-калия образует кристаллы моноклинной сингонии, пространственная группа C 2/m, параметры ячейки a = 1,1853 нм, b = 0,9544 нм, c = 0,9951 нм, β = 94,81°, Z = 4. При 10 °C происходит фазовый переход в кристаллы с симметрией P 21/c.
Дигидрат сульфата железа(II)-калия образует кристаллы триклинной сингонии, пространственная группа P 1, параметры ячейки a = 0,7308 нм, b = 1,0816 нм, c = 0,6531 нм, α = 109,03°, β = 110,50°, γ = 94,53°, Z = 4. При 91 °C происходит фазовый переход в кристаллы с симметрией P 1.
Хорошо растворяется в воде.